# 陽光小站
陽光小站（又稱微笑車站）位於屏東縣潮州鎮，為臺鐵潮州車輛基地內的簡易站。此站供臺鐵潮州車輛基地（高雄機務段、高雄檢車段、高雄車班、車勤高雄分部）員工上下班通勤使用。

## 車站構造
- 側式月台一座。

## 目前狀況
- 於2015年10月15日，配合台鐵潮州車輛基地啟用，命名為陽光小站，距最近的潮州車站1.9公里。首發列車為3107次[2]。

## 月台配置
| 軌道 配置 |          | → 往屏東、高雄方向（潮州車站） |
| 軌道 配置 | 側式月台 |                                |

## 車站週邊
- 臺鐵潮州車輛基地
- 臺鐵潮州車站

## 歷史
- 於2015年10月15日啟用。

## 外部連結
- 潮州車輛基地啟用台鐵局長:新里程碑 （页面存档备份，存于） .許智鈞.中國時報.2015/10/15
- 南部最大火車醫院啟用了！ （页面存档备份，存于） .邱芷柔.自由時報.2015/10/15
- 台版「9又3／4月台在屏東」 終點站後還有陽光小站.東森新聞.2017/08/08
- 隱藏版月台！　終點站坐過頭...他誤入「神秘車站」驚呆了 （页面存档备份，存于） .周亭瑋.東森新聞雲.2017/08/09